# 후안 라몬 루브리엘 스타디움
후안 라몬 루브리엘 스타디움(영어:Juan Ramon Loubriel Stadium, 스페인어:Estadio Juan Ramón Loubriel)은 푸에르토리코 바야몬에 있는 축구 전용 경기장으로  1974년에 개장하여 2003년과 2012년 2번의 보수 공사를 거쳤으며 수용 가능 인원은 12,500명이다. 과거에는 NASL 푸에르토리코 아일랜더스와 푸에르토리코 FC의 홈 경기장으로 사용되었으며 현재는 푸에르토리코 축구 국가대표팀과 푸에르토리코 여자 축구 대표팀 그리고 리가 푸에르토리코의 바야몬 FC의 홈 구장으로 사용하고 있다.